# Fraxinus berlandieriana
Fraxinus berlandieriana , cuyo nombre común es el fresno plumero, es una especie de árbol que pertenece a la familia de las Oleaceae. 

## Hábitat
Se trata de un árbol originario de la parte sudoriental de Norteamérica, encontrándose en los estados mexicanos de  Veracruz, San Luis Potosí, Tamaulipas, Nuevo León, Coahuila, Durango, Michoacán, Estado de México y Estado de Hidalgo, así como los estados de Texas, Luisiana, Misisipí, Oklahoma y Nuevo México en los Estados Unidos, donde recibe el nombre común de Mexican Ash. 
Se distribuye generalmente en bajas elevaciones de menos de 1500 metros sobre el nivel del mar como componente de matorrales y bosques, especialmente riparios donde puede llegar a constituir el 4.3% del arbolado de ribera en el noreste de México.

## Descripción
Es una especie  caducifolia, que puede alcanzar una altura de hasta 15 metros. Es asimismo dioica; con un tronco de hasta 1 m de diámetro, de corteza gris rojizo, agrietada con fisuras y ramas moderadamente lenticeladas. La madera es de color café claro.
Las hojas son opuestas, decusadas, compuestas, imparipinnadas, de 5 a 20 cm de largo, lámina glabra, verde oscuro en el haz, verde pálido en el envés; de 3 a 5 folíolos (rara vez hasta 7), angostamente elípticos, lanceolados, oblanceolados, algunas veces ovados, los laterales de 4 a 8 cm de largo, 1 a 3 cm de ancho, el terminal de 6 a 12 cm de largo y 1.7 a 5 cm de ancho. 
Las flores son pequeñas, de color verde pálido y ocurren en primavera justo antes o al momento en que brotan las nuevas hojas. Se dan en inflorescencias axilares o en cicatrices foliares, racemosas con terminal umbeliforme, 1-5 por axila. 
El fruto es una sámara de 25 mm de largo y 5 mm de ancho, con ápice agudo, a veces obtuso, base notablemente aguda, estriada. El árbol suele fructificar en verano.

## Taxonomía
El árbol fue por primera vez identificado y descrito por el médico y naturalista Jean Louis Berlandier al encontrarlo a orillas del Río Nueces en Texas y con sus apuntes al poco tiempo fue clasificado por el suizo Alphonse Louis Pierre Pyrame de Candolle.